# Championnat du monde de badminton par équipes féminines 2018
Navigation
Kunshan 2016 Uber Cup 2020
La 27e édition du championnat du monde de badminton par équipes féminines, appelé également Uber Cup, a lieu du 20 au 26 mai 2018 à Bangkok en Thaïlande.

## Localisation de la compétition
Les épreuves se déroulent à l'IMPACT Arena à Bangkok en Thaïlande.

## Pays qualifiés

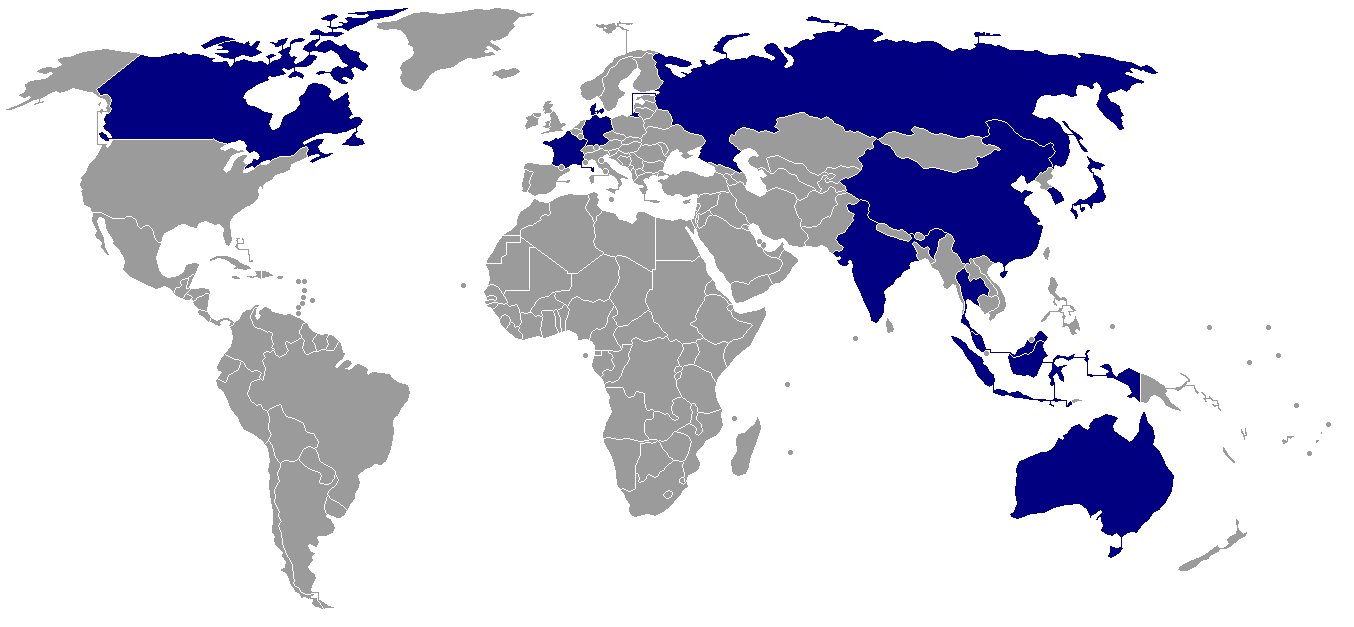
Nations participant à l'Uber Cup 2018.

16 nations participent à la compétition et sont désignées ainsi :
- le tenant du titre et le pays hôte, qualifiés d'office ;
- le champion d'Afrique 2018 (en) ;
- les 4 demi-finalistes des championnats d'Asie 2018 (en)
- les 4 demi-finalistes des championnats d'Europe 2018
- le champion d'Océanie 2018 (en) ;
- le champion des Amériques 2018 (en) ;

- les 3 nations les mieux classées au classement mondial (au 4 janvier 2018[2]), hormis celles ci-dessus.
- si le tenant du titre et/ou le pays organisateur participent et occupent une place qualificative dans leur tournoi de qualification continental respectif, la ou les deux équipes les mieux classées du même continent sont désignées remplaçants et peuvent participer.

| Confédération | Pays           | Critère de qualification                     | Tête de série |
| ------------- | -------------- | -------------------------------------------- | ------------- |
| Europe        | Danemark       | Champion d'Europe                            | 5/8           |
| Europe        | Allemagne      | Vice-champion d'Europe                       | 9/16          |
| Europe        | France         | Quart de finaliste des Championnats d'Europe | 9/16          |
| Europe        | Russie         | Demi-finaliste des Championnats d'Europe     | 9/16          |
| Asie          | Chine          | Tenant du titre Vice-champion d'Asie         | 2             |
| Asie          | Thaïlande      | Pays hôte                                    | 4             |
| Asie          | Japon          | Champion d'Asie                              | 1             |
| Asie          | Corée du Sud   | Demi-finaliste des Championnats d'Asie       | 3             |
| Asie          | Indonésie      | Demi-finaliste des Championnats d'Asie       | 5/8           |
| Asie          | Taipei chinois | Quart de finaliste des Championnats d'Asie   | 5/8           |
| Asie          | Inde           | 8e rang mondial                              | 5/8           |
| Asie          | Malaisie       | 9e rang mondial                              | 9/16          |
| Asie          | Hong Kong      | 10e rang mondial                             | 9/16          |
| Amériques     | Canada         | Champion d'Amérique                          | 9/16          |
| Afrique       | Maurice        | Champion d'Afrique                           | 9/16          |
| Océanie       | Australie      | Champion d'Océanie                           | 9/16          |

## Format de la compétition
Les 16 nations participantes sont placées dans 4 poules de 4 équipes. Les 4 équipes s'affrontent sur 3 jours et les 2 premiers de chaque poule sont qualifiés pour les quarts de finale, stade à partir duquel les matches deviennent à élimination directe.
Chaque rencontre se joue en 5 matches : 3 simples et 2 doubles qui peuvent être joués dans n'importe quel ordre (accord entre les équipes).

## Phase de groupes
- Qualifié pour les quarts de finale

### Groupe A
| # | Équipe    | Points | J | G | P | M   | S   | P    |
| - | --------- | ------ | - | - | - | --- | --- | ---- |
| 1 | Japon     | 3      | 3 | 3 | 0 | +15 | +29 | +280 |
| 2 | Canada    | 2      | 3 | 2 | 1 | +1  | 0   | +10  |
| 3 | Inde      | 1      | 3 | 1 | 2 | -5  | -8  | -64  |
| 4 | Australie | 0      | 3 | 0 | 3 | -11 | -21 | -226 |

| 20 mai | Japon                              | 5 - 0 | Australie                         | Score        |
| ------ | ---------------------------------- | ----- | --------------------------------- | ------------ |
| SD     | Akane Yamaguchi                    | 1-0   | Chen Hsuan-Yu                     | 24-22, 21-19 |
| DD     | Yuki Fukushima / Sayaka Hirota     | 1-0   | Gronya Somerville / Renuga Veeran | 21-9, 21-8   |
| SD     | Nozomi Okuhara                     | 1-0   | Louisa Ma                         | 21-6, 21-6   |
| DD     | Misaki Matsutomo / Ayaka Takahashi | 1-0   | Lee Yen Khoo / Ann-Louise Slee    | 21-3, 21-4   |
| SD     | Sayaka Sato                        | 1-0   | Lauren Lim                        | 21-9, 21-6   |

| 20 mai | Inde                                  | 1 - 4 | Canada                          | Score               |
| ------ | ------------------------------------- | ----- | ------------------------------- | ------------------- |
| SD     | Saina Nehwal                          | 0-1   | Michelle Li                     | 21-15, 16-21, 16-21 |
| SD     | Vaishnavi Reddy Jakka                 | 0-1   | Rachel Honderich                | 11-21, 13-21        |
| DD     | Maghana Jakkampudi / Poorvisha S. Ram | 1-0   | Michelle Tong / Josephine Wu    | 21-19, 21-15        |
| SD     | Sri Krishna Priya Kudaravalli         | 0-1   | Brittney Tam                    | 11-21, 15-21        |
| DD     | Sanyogita Ghorpade / Prajakta Sawant  | 0-1   | Rachel Honderich / Kristen Tsai | 15-21, 16-21        |

| 21 mai | Inde                                  | 4 - 1 | Australie                         | Score        |
| ------ | ------------------------------------- | ----- | --------------------------------- | ------------ |
| SD     | Saina Nehwal                          | 1-0   | Chen Hsuan-yu                     | 21-14, 21-19 |
| DD     | Meghana Jakkampudi / Poorvisha S. Ram | 0-1   | Gronya Somerville / Renuga Veeran | 13-21, 16-21 |
| SD     | Vaishnavi Reddy Jakka                 | 1-0   | Jennifer Tam                      | 21-17, 21-13 |
| DD     | Sanyogita Ghorpade / Prajakta Sawant  | 1-0   | Louisa Ma / Ann-Louise Slee       | 21-19, 21-11 |
| SD     | Anura Prabhudesai                     | 1-0   | Zecily Fung                       | 21-6, 21-7   |

| 21 mai | Japon                               | 5 - 0 | Canada                                   | Score        |
| ------ | ----------------------------------- | ----- | ---------------------------------------- | ------------ |
| SD     | Nozomi Okuhara                      | 1-0   | Michelle Li                              | 21-16, 21-17 |
| DD     | Yuki Fukushima / Sayaka Hirota      | 1-0   | Rachel Honderich / Kristen Tsai          | 21-14, 21-9  |
| DD     | Sayaka Sato                         | 1-0   | Brittney Tam                             | 21-14, 21-14 |
| SD     | ShihoShiho Tanaka / Koharu Yonemoto | 1-0   | Anne-Julie Beaulieu / Stephanie Pakenham | 21-5, 21-13  |
| SD     | Sayaka Takahashi                    | 1-0   | Catherine Choi                           | 21-10, 21-11 |

| 23 mai | Canada                          | 4 - 1 | Australie                         | Score               |
| ------ | ------------------------------- | ----- | --------------------------------- | ------------------- |
| SD     | Michelle Li                     | 1-0   | Wendy Chen                        | 19-21, 21-16, 21-19 |
| SD     | Rachel Honderich                | 1-0   | Jennifer Tam                      | 21-9, 21-9          |
| DD     | Michelle Tong / Josephine Wu    | 0-1   | Gronya Somerville / Renuga Veeran | 18-21, 16-21        |
| SD     | Brittney Tam                    | 1-0   | Lauren Lim                        | 21-9, 21-5          |
| DD     | Rachel Honderich / Kristen Tsai | 1-0   | Louisa Ma / Ann-Louise Slee       | 26-24, 21-16        |

| 23 mai | Japon                              | 5 - 0 | Inde                                 | Score              |
| ------ | ---------------------------------- | ----- | ------------------------------------ | ------------------ |
| SD     | Akane Yamaguchi                    | 1-0   | Saina Nehwal                         | 21-19, 9-21, 22-20 |
| DD     | Misaki Matsutomo / Ayaka Takahashi | 1-0   | Sanyogita Ghorpade / Prajakta Sawant | 21-15, 21-6        |
| SD     | Nozomi Okuhara                     | 1-0   | Vaishnavi Reddy Jakka                | 21-10, 21-13       |
| DD     | Shiho Tanaka / Koharu Yonemoto     | 1-0   | Vaishnavi Bhale / Meghana Jakkampudi | 21-8, 21-17        |
| SD     | Sayaka Takahashi                   | 1-0   | Anura Prabhudesai                    | 21-12, 21-7        |

### Groupe B
| # | Équipe         | Points | J | G | P | M   | S   | P    |
| - | -------------- | ------ | - | - | - | --- | --- | ---- |
| 1 | Thaïlande      | 3      | 3 | 3 | 0 | +11 | +21 | +169 |
| 2 | Taipei chinois | 2      | 3 | 2 | 1 | +7  | +12 | +91  |
| 3 | Hong Kong      | 1      | 3 | 1 | 2 | -5  | -11 | -87  |
| 4 | Allemagne      | 0      | 3 | 0 | 3 | -13 | -22 | -173 |

| 20 mai | Thaïlande                                     | 5 - 0 | Allemagne                           | Score               |
| ------ | --------------------------------------------- | ----- | ----------------------------------- | ------------------- |
| SD     | Ratchanok Intanon                             | 1-0   | Luise Heim                          | 21-12, 21-16        |
| DD     | Jongkolphan Kititharakul / Rawinda Prajongjai | 1-0   | Isabel Herttrich / Carla Nelte      | 21-14, 13-21, 21-10 |
| SD     | Nitchaon Jindapol                             | 1-0   | Yvonne Li                           | 21-12, 21-18        |
| DD     | Puttita Supajirakul / Sapsiree Taerattanachai | 1-0   | Johanna Goliszewski / Lara Käpplein | 21-14, 21-12        |
| SD     | Busanan Ongbamrungphan                        | 1-0   | Fabienne Deprez                     | 21-13, 21-8         |

| 20 mai | Taipei chinois                 | 4 - 1 | Hong Kong                     | Score               |
| ------ | ------------------------------ | ----- | ----------------------------- | ------------------- |
| SD     | Tai Tzu-ying                   | 1-0   | Cheung Ngan Yi                | 21-18, 20-22, 21-11 |
| DD     | Hsu Ya-ching / Wu Ti-jung      | 0-1   | Ng Wing Yung / Yeung Nga Ting | 21-14, 10-21, 19-21 |
| SD     | Pai Yu-po                      | 1-0   | Yip Pui Yin                   | 21-16, 21-17        |
| DD     | Chen Hsiao-huan / Hu Ling-fang | 1-0   | Ng Tsz Yau / Yuen Sin Ying    | 21-23, 21-16, 21-13 |
| SD     | Chiang Mei-hui                 | 1-0   | Yeung Sum Yee                 | 21-10, 22-20        |

| 21 mai | Thaïlande                                     | 5 - 0 | Hong Kong                     | Score        |
| ------ | --------------------------------------------- | ----- | ----------------------------- | ------------ |
| SD     | Ratchanok Intanon                             | 1-0   | Cheung Ngan Yi                | 21-10, 21-16 |
| DD     | Jongkolphan Kititharakul / Rawinda Prajongjai | 1-0   | Ng Wing Yung / Yeung Nga Ting | 21-14, 21-14 |
| SD     | Nitchaon Jindapol                             | 1-0   | Cheung Ying Mei               | 21-12, 21-12 |
| DD     | Puttita Supajirakul / Sapsiree Taerattanachai | 1-0   | Ng Tsz Yau / Poon Lok Yan     | 21-12, 21-10 |
| SD     | Busanan Ongbamrungphan                        | 1-0   | Yeung Sum Yee                 | 21-14, 21-14 |

| 22 mai | Taipei chinois                 | 5 - 0 | Allemagne                           | Score               |
| ------ | ------------------------------ | ----- | ----------------------------------- | ------------------- |
| SD     | Tai Tzu-ying                   | 1-0   | Luise Heim                          | 21-15, 21-12        |
| DD     | Chen Hsiao-huan / Hsu Ya-ching | 1-0   | Isabel Herttrich / Carla Nelte      | 21-15, 21-12        |
| SD     | Pai Yu-po                      | 1-0   | Yvonne Li                           | 21-12, 21-10        |
| DD     | Kuo Yu-wen / Lin Wan-ching     | 1-0   | Johanna Goliszewski / Lara Käpplein | 21-17, 21-17        |
| SD     | Lin Ying-chun                  | 1-0   | Fabienne Deprez                     | 20-22, 21-12, 23-21 |

| 23 mai | Hong Kong                     | 4 - 1 | Allemagne                      | Score               |
| ------ | ----------------------------- | ----- | ------------------------------ | ------------------- |
| SD     | Cheung Ngan Yi                | 1-0   | Luise Heim                     | 21-13, 21-7         |
| DD     | Ng Wing Yung / Yeung Nga Ting | 1-0   | Isabel Herttrich / Carla Nelte | 17-21, 21-13, 21-18 |
| SD     | Yip Pui Yin                   | 1-0   | Yvonne Li                      | 21-15, 21-18        |
| DD     | Ng Tsz Yau / Wu Yi Tingv      | 1-0   | Linda Efler / Olga Konon       | 21-10, 20-22, 21-18 |
| SD     | Yeung Sum Yee                 | 0-1   | Fabienne Deprez                | 16-21, 9-21         |

| 23 mai | Thaïlande                                     | 3 - 2 | Taipei chinois                 | Score               |
| ------ | --------------------------------------------- | ----- | ------------------------------ | ------------------- |
| SD     | Ratchanok Intanon                             | 0-1   | Tai Tzu-ying                   | 21-19, 8-21, 11-21  |
| DD     | Jongkolphan Kititharakul / Rawinda Prajongjai | 1-0   | Hu Ling-fang / Wu Ti-jung      | 21-8,21-10          |
| SD     | Nitchaon Jindapol                             | 1-0   | Pai Yu-po                      | 11-21, 21-19, 21-11 |
| DD     | Puttita Supajirakul / Sapsiree Taerattanachai | 1-0   | Chen Hsiao-huan / Hsu Ya-ching | 21-14, 21-15        |
| SD     | Pornpawee Chochuwong                          | 0-1   | Chiang Mei-hui                 | 19-21, 21-23        |

### Groupe C
| # | Équipe       | Points | J | G | P | M   | S   | P    |
| - | ------------ | ------ | - | - | - | --- | --- | ---- |
| 1 | Corée du Sud | 3      | 3 | 3 | 0 | +11 | +21 | +261 |
| 2 | Danemark     | 2      | 3 | 2 | 1 | +7  | +12 | +164 |
| 3 | Russie       | 1      | 3 | 1 | 2 | -3  | -3  | -20  |
| 4 | Maurice      | 0      | 3 | 0 | 3 | -15 | -30 | -405 |

| 20 mai | Corée du Sud                | 5 - 0 | Maurice                                    | Score        |
| ------ | --------------------------- | ----- | ------------------------------------------ | ------------ |
| SD     | Lee Jang-mi                 | 1-0   | Kate Foo Kune                              | 21-11, 21-10 |
| SD     | Lee Se-yeon                 | 1-0   | Aurelie Marie Elisa Allet                  | 21-11, 21-10 |
| SD     | An Se-young                 | 1-0   | Kobita Dookhee                             | 21-6, 21-6   |
| DD     | Baek Ha-na / Lee Yu-rim     | 1-0   | Jemimah Leug For Sang / Ganesha Mungrah    | 21-2, 21-3   |
| DD     | Kim Hye-rin / Kong Hee-yong | 1-0   | Aurelie Marie Elisa Allet / Kobita Dookhee | 21-3, 21-4   |

| 20 mai | Danemark                              | 4 - 1 | Russie                               | Score               |
| ------ | ------------------------------------- | ----- | ------------------------------------ | ------------------- |
| SD     | Mia Blichfeldt                        | 1-0   | Evgeniya Kosetskaya                  | 21-12, 19-21, 21-14 |
| DD     | Maiken Fruergaard / Sara Thygesen     | 1-0   | Ekaterina Bolotova / Alina Davletova | 22-20, 20-22, 21-18 |
| SD     | Line Kjærsfeldt                       | 1-0   | Natalia Perminova                    | 21-15, 17-v21, 21-6 |
| DD     | Julie Finne-Ipsen / Rikke Søby Hansen | 0-1   | Evgeniya Kosetskaya / Olga Morozova  | 14-21, 21-19, 16-21 |
| SD     | Natalia Koch Rohde                    | 1-0   | Anastasiia Pustinskaia               | 1-16, 21-13         |

| 21 mai | Corée du Sud                   | 5 - 0 | Russie                                   | Score             |
| ------ | ------------------------------ | ----- | ---------------------------------------- | ----------------- |
| SD     | Sung Ji-hyun                   | 1-0   | Evgeniya Kosetskaya                      | 21-16, 21-12      |
| DD     | Kim So-yeong / Shin Seung-chan | 1-0   | Alina Davletova / Olga Morozova          | 21-16, 21-12      |
| SD     | Lee Se-yeon                    | 1-0   | Natalia Perminova                        | 21-9, 17-21, 21-9 |
| DD     | Kim Hye-rin / Kong Hee-yong    | 1-0   | Ekaterina Bolotova / Evgeniya Kosetskaya | 21-14, 21-13      |
| SD     | An Se-young                    | 1-0   | Anastasiia Pustinskaia                   | 21-14, 21-8       |

| 21 mai | Danemark                              | 5 - 0 | Maurice                                    | Score       |
| ------ | ------------------------------------- | ----- | ------------------------------------------ | ----------- |
| SD     | Line Kjærsfeldt                       | 1-0   | Kate Foo Kune                              | 21-7, 21-12 |
| SD     | Natalia Koch Rohde                    | 1-0   | Aurelie Marie Elisa Allet                  | 21-6, 21-6  |
| SD     | Line Christophersen                   | 1-0   | Kobita Dookhee                             | 21-1, 21-7  |
| DD     | Julie Finne-Ipsen / Rikke Søby Hansen | 1-0   | Jemimah Leug For Sang / Ganesha Mungrah    | 21-8, 21-2  |
| DD     | Maiken Fruergaard / Sara Thygesen     | 1-0   | Aurelie Marie Elisa Allet / Kobita Dookhee | w/o         |

| 22 mai | Russie                               | 5 - 0 | Maurice                                    | Score        |
| ------ | ------------------------------------ | ----- | ------------------------------------------ | ------------ |
| SD     | Evgeniya Kosetskaya                  | 1-0   | Kate Foo Kune                              | 21-19, 21-19 |
| SD     | Natalia Perminova                    | 1-0   | Aurelie Marie Elisa Allet                  | 21-4, 21-19  |
| SD     | Anastasiia Pustinskaia               | 1-0   | Kobita Dookhee                             | 21-6, 21-10  |
| DD     | Evgeniya Kosetskaya / Olga Morozova  | 1-0   | Jemimah Leug For Sang / Ganesha Mungrah    | 21-1, 21-11  |
| DD     | Ekaterina Bolotova / Alina Davletova | 1-0   | Aurelie Marie Elisa Allet / Kobita Dookhee | 21-13, 21-8  |

| 22 mai | Corée du Sud                   | 3 - 2 | Danemark                              | Score        |
| ------ | ------------------------------ | ----- | ------------------------------------- | ------------ |
| SD     | Sung Ji-hyun                   | 1-0   | Mia Blichfeldt                        | 21-13, 21-12 |
| DD     | Kim So-yeong / Shin Seung-chan | 0-1   | Maiken Fruergaard / Sara Thygesenv    | 17-21, 19-21 |
| SD     | Lee Jang-mi                    | 0-1   | Line Kjærsfeldt                       | 18-21, 18-21 |
| DD     | Baek Ha-na / Lee Yu-rim        | 1-0   | Julie Finne-Ipsen / Rikke Søby Hansen | 21-14, 21-13 |
| SD     | An Se-young                    | 1-0   | Line Christophersen                   | 21-16, 21-12 |

### Groupe D
| # | Équipe    | Points | J | G | P | M   | S   | P    |
| - | --------- | ------ | - | - | - | --- | --- | ---- |
| 1 | Chine     | 3      | 3 | 3 | 0 | +9  | +19 | +154 |
| 2 | Indonésie | 2      | 3 | 2 | 1 | +5  | +9  | +56  |
| 3 | Malaisie  | 1      | 3 | 1 | 2 | +1  | -2  | +21  |
| 4 | France    | 0      | 3 | 0 | 3 | -15 | -26 | -231 |

| 21 mai | Indonésie                                    | 3 - 2 | Malaisie                           | Score               |
| ------ | -------------------------------------------- | ----- | ---------------------------------- | ------------------- |
| SD     | Fitriani                                     | 0-1   | Sonia Cheah Su Ya                  | 21-17, 17-21, 14-21 |
| DD     | Greysia Polii / Apriyani Rahayu              | 1-0   | Goh Yea Ching / Lee Meng Yean      | 21-13, 21-14        |
| SD     | Gregoria Mariska Tunjung                     | 1-0   | Goh Jin Wei                        | 22-20, 21-16        |
| DD     | Della Destiara Haris / Rizki Amelia Pradipta | 1-0   | Chow Mei Kuan / Vivian Hoo Kah Mun | 24-22, 20-22, 21-12 |
| SD     | Ruselli Hartawan                             | 0-1   | Kisona Selvaduray                  | 23-21, 21-23, 13-21 |

| 21 mai | Chine                       | 5 - 0 | France                        | Score        |
| ------ | --------------------------- | ----- | ----------------------------- | ------------ |
| SD     | He Bingjiao                 | 1-0   | Yaëlle Hoyaux                 | 21-14, 21-13 |
| DD     | Huang Dongping / Yu Zheng   | 1-0   | Émilie Lefel / Anne Tran      | 21-19, 21-9  |
| SD     | Gao Fangjie                 | 1-0   | Marie Batomene                | 21-8, 21-10  |
| DD     | Huang Yaqiong / Tang Jinhua | 1-0   | Delphine Delrue / Léa Palermo | 21-8, 21-14  |
| SD     | Li Xuerui                   | 1-0   | Katia Normand                 | 21-9, 21-13  |

| 22 mai | Indonésie                                         | 5 - 0 | France                        | Score    |
| ------ | ------------------------------------------------- | ----- | ----------------------------- | -------- |
| SD     | Gregoria Mariska Tunjung                          | 1-0   | Yaëlle Hoyaux                 | 21-, 21- |
| DD     | Della Destiara Haris / Ni Ketut Mahadewi Istirani | 1-0   | Émilie Lefel / Anne Tran      | 21-, 21- |
| SD     | Dinar Dyah Ayustine                               | 1-0   | Marie Batomene                | 21-, 21- |
| DD     | Nitya Krishinda Maheswari / Apriyani Rahayu       | 1-0   | Delphine Delrue / Léa Palermo | 21-, 21- |
| SD     | Ruselli Hartawan                                  | 1-0   | Katia Normand                 | 21-, 21- |

| 22 mai | Chine                     | 4 - 1 | Malaisie                           | Score               |
| ------ | ------------------------- | ----- | ---------------------------------- | ------------------- |
| SD     | Chen Yufei                | 1-0   | Sonia Cheah Su Ya                  | 18-21, 22-20, 21-18 |
| DD     | Chen Qingchen / Jia Yifan | 1-0   | Goh Yea Ching / Soong Fie Cho      | 21-9, 21-8          |
| SD     | He Bingjiao               | 0-1   | Goh Jin Wei                        | 9-21, 21-17, 13-21  |
| DD     | Huang Dongping / Yu Zheng | 1-0   | Chow Mei Kuan / Vivian Hoo Kah Mun | 21-19, 21-15        |
| SD     | Gao Fangjie               | 1-0   | Lee Ying Ying                      | 21-16, 21-15        |

| 23 mai | Chine                       | 3 - 2 | Indonésie                                    | Score              |
| ------ | --------------------------- | ----- | -------------------------------------------- | ------------------ |
| SD     | Chen Yufei                  | 1-0   | Fitriani                                     | 21-10, 21-15       |
| DD     | Chen Qingchen / Jia Yifan   | 1-0   | Greysia Polii / Apriyani Rahayu              | 21-13, 21-19       |
| SD     | Gao Fangjie                 | 0-1   | Gregoria Mariska Tunjung                     | 21-23, 16-21       |
| DD     | Huang Yaqiong / Tang Jinhua | 1-0   | Della Destiara Haris / Rizki Amelia Pradipta | 21-16, 21-16       |
| SD     | Li Xuerui                   | 0-1   | Ruselli Hartawan                             | 21-15, 19-21, 8-21 |

| 23 mai | Malaisie                      | 5 - 0 | France                        | Score               |
| ------ | ----------------------------- | ----- | ----------------------------- | ------------------- |
| SD     | Goh Jin Wei                   | 1-0   | Yaëlle Hoyaux                 | 21-7, 21-0          |
| DD     | Chow Mei Kuan / Lee Meng Yean | 1-0   | Émilie Lefel / Anne Tran      | 21-14, 21-17        |
| SD     | Lee Ying Ying                 | 1-0   | Marie Batomene                | 15-21, 21-16, 21-11 |
| DD     | Vivian Hoo / Tee Jing Yi      | 1-0   | Delphine Delrue / Léa Palermo | 21-13, 15-21, 28-26 |
| SD     | Kisona Selvaduray             | 1-0   | Katia Normand                 | 17-21, 21-14, 21-9  |

## Phase finale

### Tableau final
|  | Quarts de finale | Quarts de finale | Quarts de finale | Quarts de finale |           |           | Demi-finales | Demi-finales | Demi-finales | Demi-finales |  |  | Finale | Finale | Finale | Finale |
|  |                  |                  |                  |                  |           |           |              |              |              |              |  |  |        |        |        |        |
|  |                  |                  |                  |                  |           |           |              |              |              |              |  |  |        |        |        |        |
|  |                  |                  |                  |                  |           |           |              |              |              |              |  |  |        |        |        |        |
|  | Japon            | Japon            | 3                | 3                |           |           |              |              |              |              |  |  |        |        |        |        |
|  | Japon            | Japon            | 3                | 3                |           |           |              |              |              |              |  |  |        |        |        |        |
|  | Taipei chinois   | Taipei chinois   | 1                | 1                |           |           |              |              |              |              |  |  |        |        |        |        |
|  | Taipei chinois   | Taipei chinois   | 1                | 1                | Japon     | Japon     | 3            | 3            |              |              |  |  |        |        |        |        |
|  |                  |                  |                  |                  | Japon     | Japon     | 3            | 3            |              |              |  |  |        |        |        |        |
|  |                  |                  | Corée du Sud     | Corée du Sud     | 1         | 1         |              |              |              |              |  |  |        |        |        |        |
|  | Corée du Sud     | Corée du Sud     | Corée du Sud     | Corée du Sud     | 1         | 1         | 3            | 3            |              |              |  |  |        |        |        |        |
|  | Corée du Sud     | Corée du Sud     |                  |                  |           |           |              | 3            |              |              |  |  |        |        |        |        |
|  | Canada           | Canada           | 1                | 1                |           |           |              |              |              |              |  |  |        |        |        |        |
|  | Canada           | Canada           | 1                | 1                | Japon     | Japon     | 3            | 3            |              |              |  |  |        |        |        |        |
|  |                  |                  |                  |                  | Japon     | Japon     | 3            | 3            |              |              |  |  |        |        |        |        |
|  |                  |                  | Thaïlande        | Thaïlande        | 0         | 0         |              |              |              |              |  |  |        |        |        |        |
|  | Indonésie        | Indonésie        | Thaïlande        | Thaïlande        | 0         | 0         | 2            | 2            |              |              |  |  |        |        |        |        |
|  | Indonésie        | Indonésie        |                  |                  |           |           |              |              |              |              |  |  |        |        |        |        |
|  | Thaïlande        | Thaïlande        | 3                | 3                |           |           |              |              |              |              |  |  |        |        |        |        |
|  | Thaïlande        | Thaïlande        | 3                | 3                | Thaïlande | Thaïlande | 3            | 3            |              |              |  |  |        |        |        |        |
|  |                  |                  |                  |                  | Thaïlande | Thaïlande | 3            | 3            |              |              |  |  |        |        |        |        |
|  |                  |                  | Chine            | Chine            | 1         | 1         |              |              |              |              |  |  |        |        |        |        |
|  | Danemark         | Danemark         | Chine            | Chine            | 1         | 1         | 1            | 1            |              |              |  |  |        |        |        |        |
|  | Danemark         | Danemark         |                  |                  |           |           |              | 1            |              |              |  |  |        |        |        |        |
|  | Chine            | Chine            | 3                | 3                |           |           |              |              |              |              |  |  |        |        |        |        |
|  | Chine            | Chine            | 3                | 3                |           |           |              |              |              |              |  |  |        |        |        |        |
|  |                  |                  |                  |                  |           |           |              |              |              |              |  |  |        |        |        |        |

### Quarts de finale
| 24 mai | Japon                              | 3 - 1 | Taipei chinois                 | Score        |
| ------ | ---------------------------------- | ----- | ------------------------------ | ------------ |
| DD     | Akane Yamaguchi                    | 0-1   | Tai Tzu-ying                   | 19-21, 16-21 |
| DD     | Yuki Fukushima / Sayaka Hirota     | 1-0   | Hsu Ya-ching / Wu Ti-jung      | 21-8, 21-17  |
| SD     | Nozomi Okuhara                     | 1-0   | Pai Yu-po                      | 21-11, 21-12 |
| SD     | Misaki Matsutomo / Ayaka Takahashi | 1-0   | Chen Hsiao-huan / Hu Ling-fang | 21-15, 21-11 |
| SD     | Sayaka Takahashi                   | -     | Chiang Mei-hui                 | non disputé  |

| 24 mai | Corée du Sud                | 3 - 1 | Canada                          | Score               |
| ------ | --------------------------- | ----- | ------------------------------- | ------------------- |
| SD     | Sung Ji-hyun                | 0-1   | Michelle Li                     | 14-21, 15-21        |
| SD     | Lee Jang-mi                 | 1-0   | Rachel Honderich                | 21-13, 19-21, 21-15 |
| DD     | Baek Ha-na / Lee Yu-rim     | 1-0   | Catherine Choi / Michelle Tong  | 21-10, 21-7         |
| SD     | An Se-young                 | 1-0   | Brittney Tam                    | 21-13, 19-21, 21-11 |
| DD     | Kim Hye-rin / Kong Hee-yong | -     | Rachel Honderich / Kristen Tsai | non disputé         |

| 24 mai | Indonésie                                    | 2 - 3 | Thaïlande                                     | Score        |
| ------ | -------------------------------------------- | ----- | --------------------------------------------- | ------------ |
| SD     | Fitriani                                     | 0-1   | Ratchanok Intanon                             | 8-21, 7-21   |
| DD     | Greysia Polii / Apriyani Rahayu              | 1-0   | Jongkolphan Kititharakul / Rawinda Prajongjai | 21-11, 21-16 |
| SD     | Gregoria Mariska Tunjung                     | 1-0   | Nitchaon Jindapol                             | 21-10, 22-20 |
| DD     | Della Destiara Haris / Rizki Amelia Pradipta | 0-1   | Puttita Supajirakul / Sapsiree Taerattanachai | 20-22, 12-21 |
| SH     | Ruselli Hartawan                             | 0-1   | Busanan Ongbumrungpan                         | 9-21, 12-21  |

| 24 mai | Danemark                            | 1 - 3 | Chine                     | Score               |
| ------ | ----------------------------------- | ----- | ------------------------- | ------------------- |
| SD     | Mia Blichfeldt                      | 1-0   | Chen Yufei                | 21-18, 13-21, 21-12 |
| SD     | Line Kjærsfeldt                     | 0-1   | Gao Fangjie               | 11-21, 11-21        |
| DD     | Maiken Fruergaard / Sara Thygesen   | 0-1   | Chen Qingchen / Jia Yifan | 10-21, 13-21        |
| SD     | Natalia Koch Rohde                  | 0-1   | Li Xuerui                 | 21-7, 21-9          |
| DD     | Line Kjærsfeldt / Rikke Søby Hansen | -     | Huang Dongping / Zheng Yu | non disputé         |

### Demi-finales
| 25 mai | Japon                              | 3 - 1 | Corée du Sud                   | Score               |
| ------ | ---------------------------------- | ----- | ------------------------------ | ------------------- |
| SD     | Akane Yamaguchi                    | 1-0   | Sung Ji-hyun                   | 21-10, 21-13        |
| DD     | Yuki Fukushima / Sayaka Hirota     | 0-1   | Kim So-yeong / Shin Seung-chan | 19-21, 15-21        |
| SD     | Nozomi Okuhara                     | 1-0   | Lee Jang-mi                    | 21-9, 21-15         |
| DD     | Misaki Matsutomo / Ayaka Takahashi | 1-0   | Baek Ha-na / Lee Yu-rim        | 21-11, 17-21, 21-14 |
| SD     | Sayaka Takahashi                   | -     | An Se-young                    | non disputé         |

| 25 mai | Thaïlande                                     | 3 - 2 | Chine                       | Score               |
| ------ | --------------------------------------------- | ----- | --------------------------- | ------------------- |
| SD     | Ratchanok Intanon                             | 1-0   | Chen Yufei                  | 15-21, 21-9, 21-14  |
| DD     | Jongkolphan Kititharakul / Rawinda Prajongjai | 0-1   | Chen Qingchen / Jia Yifan   | 17-21, 20-22        |
| SD     | Nitchaon Jindapol                             | 1-0   | Gao Fangjie                 | 19-21, 21-19, 21-12 |
| DD     | Puttita Supajirakul / Sapsiree Taerattanachai | 0-1   | Huang Yaqiong / Tang Jinhua | 26-24, 17-21, 18-21 |
| SD     | Busanan Ongbumrungpan                         | 1-0   | Li Xuerui                   | 21-11, 21-9         |

### Finale
| 27 mai | Japon                              | 3 - 0 | Thaïlande                                      | Score        |
| ------ | ---------------------------------- | ----- | ---------------------------------------------- | ------------ |
| SD     | Akane Yamaguchi                    | 1-0   | Ratchanok Intanon                              | 21-15, 21-19 |
| DD     | Yuki Fukushima / Sayaka Hirota     | 1-0   | Jongkolphan Kititharakul / Puttita Supajirakul | 21-18, 21-12 |
| SD     | Nozomi Okuhara                     | 1-0   | Nitchaon Jindapol                              | 21-12, 21-9  |
| DD     | Misaki Matsutomo / Ayaka Takahashi | -     | Rawinda Prajongjai / Sapsiree Taerattanachai   | non disputé  |
| SD     | Sayaka Takahashi                   | -     | Busanan Ongbumrungpan                          | non disputé  |